# Erik Norlander
Erik Vilhelm Georg Norlander, född den 4 mars 1920 i Mönsterås, död den 20 april 1974 i Farsta, var en svensk författare och manusförfattare.
Norlander är gravsatt i minneslunden på Skogskyrkogården i Stockholm.

## Filmmanus
- 1968 – Pappa varför är du arg - du gjorde likadant själv när du var ung